# Mandjelia rejae
Mandjelia rejae là một loài nhện trong họ Barychelidae. Loài này phân bố ờ Queensland.